# Якович, Юрий Рафаилович
Юрий Рафаилович Якович (род. 30 ноября 1962, Куйбышев) — российский шахматист, гроссмейстер (1990), сеньор-тренер ФИДЕ (2012).
Выпускник Куйбышевского авиационного института им. академика С. П. Королёва (Самарский государственный аэрокосмический университет имени академика С. П. Королева) по специальности «радиотехника» (1985, диплом с отличием).

## Спортивные достижения
Заниматься шахматами начал под руководством отца, Рафаила Соломоновича Яковича, уроженца Ростова-на-Дону, который работал главным конструктором в куйбышевском конструкторском бюро «Экран».
Серебряный призёр командного чемпионата Европы 1997 г. в составе сборной команды России, обладатель Кубка Европы 1997 г. в составе клуба «Ладья» (Азов), победитель клубного чемпионата России 1997 г. в составе клуба «Ладья», победитель клубного чемпионата Швеции 2000 г. в составе клуба «Sollentuna», чемпион Москвы среди мужчин 1996 г., победитель и призёр международных шахматных турниров в России, Кубе, Голландии, Франции, Германии, Швеции, Дании, Португалии, Испании, Индии, Китае, Египте и других странах. Участник высших лиг 53-го (Киев, 1986 г.) и 58-го (Москва, 1991 г.) чемпионатов СССР.
| Год  | Город           | Турнир                          | + | − | =  | Результат | Место |
| ---- | --------------- | ------------------------------- | - | - | -- | --------- | ----- |
| 1986 | Киев            | 53-й чемпионат СССР             | 1 | 6 | 10 | 6 из 17   | 16—18 |
| 1991 | Москва          | 58-й и последний чемпионат СССР | 4 | 4 | 3  | 5½ из 11  | 23—38 |
| 1994 | Элиста          | 47-й чемпионат России           | 3 | 2 | 6  | 6 из 11   | 16—23 |
| 1996 | Элиста          | 49-й чемпионат России           | 2 | 1 | 8  | 6 из 11   | 12—24 |
| 1997 | Элиста          | 50-й чемпионат России           |   |   |    | из        |       |
| 1998 | Санкт-Петербург | 51-й чемпионат России           | 2 | 4 | 5  | 4½ из 11  | 45—52 |
| 2000 | Самара          | 53-й чемпионат России           | 3 | 3 | 5  | 5½ из 11  | 29—36 |
| 2001 | Элиста          | 54-й чемпионат России           | 2 | 2 | 5  | 4½ из 9   | 27—37 |
| 2002 | Краснодар       | 55-й чемпионат России           | 2 | 0 | 7  | 5½ из 9   | 6—14  |
| 2003 | Красноярск      | 56-й чемпионат России           | 2 | 0 | 7  | 5½ из 9   | 11—19 |
|      |                 |                                 |   |   |    | из        |       |

## Тренерская деятельность
Главный тренер женской сборной команды России по шахматам с 2000 по 2006 гг. Результаты:
- 34-я Всемирная шахматная Олимпиада (Стамбул, 2000) — 3-е место
- 35-я Всемирная шахматная Олимпиада (Блед, 2002) — 2-е место
- 14-й командный чемпионат Европы (Пловдив, 2003) — 3-е место
- 36-я Всемирная шахматная Олимпиада (Кальвия, 2004) — 3-е место
- 15-й командный чемпионат Европы (Гётеборг, 2005) — 3-е место

Главный тренер женской сборной команды Казахстана по шахматам на 41-й Всемирной шахматной Олимпиаде(Тромсе, 2014 г.)
Результат — 6 место
В 2005-м году создал Тольяттинскую школу гроссмейстеров для талантливых детей, которая в 2014-м году была преобразована в гроссмейстерский центр Российской шахматной федерации.
Среди учеников Юрия Яковича двукратный чемпион мира среди юношей (2003 и 2007 гг.), трёхкратный чемпион Европы среди юношей (2004, 2005, 2007 гг.) гроссмейстер Санан Сюгиров и трёхкратный чемпион Европы среди юношей (2006, 2008, 2009 гг.), победитель юношеской Олимпиады в составе сборной России (2009 г.) гроссмейстер Иван Букавшин.
Дочь — мастер ФИДЕ Юлия Якович.

## Изменения рейтинга
| Графики недоступны из-за технических проблем. См. информацию на Фабрикаторе и на mediawiki.org. |

## Книги
- The Complete Sveshnikov Sicilian, United Kingdom, «Gambit publications ltd.», 2002, 224 с. (на английском)
- Play the 4.f3 Nimzo-Indian, -,United Kingdom, «Gambit publications ltd.», 2004, 128 с. (на английском)
- Sicilian attacks. Powerful charges & Typical Tactics, — The Netherlands, «New in Chess» 2010 (на английском)
- Сицилианский миттельшпиль. Атаки на разных флангах, Москва, 2013